# Саджая Олексій Миколайович
Олексій Миколайович Саджая (лютий 1897, село Патара-Кокі Зугдідського повіту Кутаїської губернії, тепер Грузія — загинув 5 листопада 1942) — співробітник радянських органів державної безпеки, 1-й заступник голови Ради народних комісарів Грузинської РСР, народний комісар державної безпеки Узбецької РСР, комісар державної безпеки 3-го рангу. Член Центральної ревізійної комісії ВКП(б) у 1939—1942 роках. Депутат Верховної Ради СРСР 1-го скликання.

## Біографія
Народився в грузинській селянській родині. У 1914 році закінчив п'ять класів Зугдідського шестикласного міського училища.
З лютого 1915 до липня 1916 року — чорнороб, помічник муляра на будівництві тунелей Чорноморської залізниці в місті Сочі. З серпня 1916 до жовтня 1917 року — вантажник-носильник залізниці в станиці Лабінська Кубанської області. У 1917 році брав участь у встановлення радянської влади на Кубані.
У жовтні 1917 — серпні 1920 року — сільськогосподарський робітник та на нелегальній роботі в Зугдідському повіті та в Абхазії. У 1918 році воював у радянському партизанському загоні в Абхазії.
Член РКП(б) з серпня 1919 року.
З серпня 1920 до березня 1921 року — червоноармієць РСЧА, розвідник-доброволець 302-го стрілецького полку 34-ї стрілецької дивізії 9-ї Кубанської Червоної армії. Закінчив курси політпрацівників при Політичному відділі 9-ї армії.
У ВЧК з 1921 року. У березні 1921 — грудні 1922 року — начальник інформаційної агентури ЧК Абхазької АРСР у Сухумі. У грудні 1922 — листопаді 1923 року — заступник начальника ЧК Грузинської РСР у Зугдіді. З листопада 1923 до 1931 року — начальник відділу по боротьбі з бандитизмом, начальник міської міліції, начальник оперативного відділу Повноважного представництва ОДПУ по Закавказькій РФСР та Грузинській РСР.
У 1927 році закінчив екстерном гуманітарний технікум у Тифлісі.
Начальник Кутаїського міського (в 1929 році) та Кутаїського окружного (в 1929—1930 роках) відділів ДПУ Грузинської РСР. До січня 1932 року — начальник особливого відділу ДПУ Грузинської РСР.
У січні 1932 — липні 1934 року — голова ОДПУ Аджарської АРСР і начальник 37-го Батумського прикордонного загону ОДПУ. У липні 1934 — червні 1935 року — начальник Управління НКВС по Аджарській АРСР.
З травня 1935 по березень 1937 року — заступник начальника управління тресту «Колхідбуд» в місті Поті.
З березня до липня 1937 року — 1-й секретар Потійського міського комітету КП(б) Грузії. З липня 1937 до лютого 1938 року — 1-й секретар Кутаїського міського комітету КП(б) Грузії.
З лютого до листопада 1938 року — 1-й секретар Аджарського обласного і Батумського міського комітетів КП(б) Грузії.
19 грудня 1938 — 26 лютого 1941 року — народний комісар внутрішніх справ Узбецької РСР (замість репресованого Д. З. Апресяна). 26 лютого — 11 липня 1941 року — народний комісар державної безпеки Узбецької РСР.
З 16 липня 1941 по 3 січня 1942 року — заступник голови Ради народних комісарів Грузинської РСР. Із 3 січня по 5 листопада 1942 року — 1-й заступник голови Ради народних комісарів Грузинської РСР. З 1941 року був членом Військової ради Закавказького фронту, загинув 5 листопада 1942 року під час бомбардування.

## Звання
- старший майор державної безпеки (28.12.1938)
- комісар державної безпеки III рангу (14.03.1940)

## Нагороди
- два ордени Леніна (26.04.1940, 13.12.1942)
- орден Трудового Червоного Прапора (23.12.1939)
- орден Трудового Червоного Прапора Грузинської РСР (10.04.1931)
- два знаки «Почесний працівник ВНК—ДПУ» (20.12.1932)